# Ritt Bjerregaard
Jytte Ritt Bjerregaard, född 19 maj 1941 i Köpenhamn, död 21 januari 2023 i Köpenhamn, var en dansk politiker (Socialdemokraterne) och författare.
Ritt Bjerregaard var Köpenhamns överborgmästare från 1 januari 2006 till 31 december 2009, med ansvar över finanserna. Den 1 januari 2010 efterträddes hon som överborgmästare av Frank Jensen.
Bjerregaard var även EU-kommissionär för miljöfrågor 1995–1999 och hade ministerposter i flera danska regeringar sedan 1973. Hon var medlem i folketinget 21 september 1971 till 22 januari 1995 samt från november 2001 till februari 2005.

## Ministerposter
- Undervisningsminister (motsvarande utbildningsminister) 27 september 1973 – 19 december 1973 samt 13 februari 1975 – 22 december 1978
- Socialminister 26 oktober 1979 – 30 december 1981
- Fødevareminister (motsvarande jordbruksminister) 23 februari 2000 – 27 november 2001